# Генрі Ґрір (хокеїст на траві)
Генрі Ґрір (англ. Henry Greer, 11 жовтня 1899 — 20 липня 1978) — американський хокеїст на траві.
Бронзовий призер Олімпійських Ігор 1932 року.